# Hudi Log
Hudi Log – wieś w Słowenii, w gminie Miren-Kostanjevica. W 2018 roku liczyła 26 mieszkańców.